# Алексеев, Александр Александрович (художник)
Алекса́ндр Александрович Алексе́ев (фр. Alexandre Alexeïeff, 18 (5 по старому стилю) августа 1901, Казань — 9 августа 1982, Париж) — российский и французский художник-график, книжный иллюстратор, аниматор русского происхождения. Изобретатель игольчатого экрана (патент № 387554 от 11 июля 1935 года).

## Биография[3][4]
Родился в Казани 18 августа (5 августа по старому стилю) 1901 года. Детство провел в Константинополе, где служил военным атташе его отец (он скончался во время служебной командировки в Берлин в 1905 году). В 1905 г. семья вернулась в Россию. В 1912—1917 гг. учился в Первом кадетском морском корпусе в Петербурге. Предположительно, учился в гимназии при Лазаревском институте восточных языков. Когда началась Октябрьская революция, он уехал к родственникам в Уфу, там некоторое время занимался в Школе искусств, организованной Д. Бурлюком. В 1919 году бежал из Уфы, добрался до Владивостока, где во время Гражданской войны служил моряком. В январе 1920 г. принял решение покинуть Россию: через Японию, Китай, Индию и Египет перебрался в Англию. В 1921 г. обосновался в Париже, став учеником и помощником С. Судейкина. В 1922—1925 гг. работал декоратором-исполнителем во многих парижских театральных труппах: у Н. Ф. Балиева в «Летучей мыши», в театре «Knock» Ж. Ромэна, выполнял заказы для театральных постановок Ж. Питоева, Ф. Ф. Комиссаржевского, Г. Бати, «Русского балета» С. П. Дягилева. Посещал занятия в Академии Гранд Шомьер. В 1923 г. женился на актрисе труппы Ж. Питоева Александре Гриневской.
С 1925 г. при поддержке писателя Ф. Супо и издателя Ж. Шифрина стал получать заказы на иллюстрирование книг. Первые его опыты были связаны с трудоёмкой техникой торцовой гравюры — «Нос» («Le Nez») Н. В. Гоголя (1925—1926), «Аптекарша» («La pharmacienne») Ж. Жироду (1926) и «Настоятель монастыря» («L’abbe de l’abbaye») Ж. Женбаха (1927); затем последовали работы в технике литографии, акватинты, офорта. В конце 1920-х годов с иллюстрациями Алексеева вышли малотиражные издания французских переводов: гоголевских «Записок сумасшедшего» («Journal d’un fou, 1927»), пушкинских «Пиковой дамы» («La Dame de pique», 1928) и «Повестей Белкина» («Les récits d’Ivan Pétrovitch Bielkine», 1930), а также другие книги. В 1929 г. в Париже тиражом 100 экземпляров была издана одна из наиболее значительных графических работ Алексеева — цикл из ста иллюстраций к «Братьям Карамазовым» («Les frères Karamazov») Достоевского. Ещё один монументальный графический цикл — гравюры к «Дон Кихоту» Сервантеса (1936) — до сих пор остаётся неизданным.
В начале 1930-х гг. Алексеев под впечатлением от экспериментальных фильмов «Механический балет» Ф. Леже и «Идея» Б. Бартоша обратился к кинематографу. Он изобрел новый способ съемки анимационных фильмов — с помощью игольчатого экрана, а 1933 г. вместе со своей ученицей и будущей женой Клер Паркер (1906—1981) реализовал это изобретение в восьмиминутном анимационном фильме «Ночь на Лысой горе» на музыку М. П. Мусоргского.
В 1940 г. переехал в США, однако после войны вернулся в Париж, где продолжил работать над анимационными фильмами: это были «Нос» (по повести Гоголя, 1963), пролог и эпилог к фильму «Процесс» по роману Ф. Кафки (режиссёр О. Уэллс, 1962), «Картинки с выставки» и «Три темы» (1972 и 1980; оба — по музыкальным темам Мусоргского). Неслучайно уже после того, как на игольчатом экране были созданы первые фильмы, Алексеев с его помощью выполнил огромные графические циклы — иллюстрации к «Доктору Живаго» («Le docteur Jivago») Пастернака (1959), «Игроку» («Le joueur») Достоевского (1967), представляющие собой своеобразные раскадровки сюжетов произведений. В частности, к роману «Доктор Живаго» на игольчатом экране были выполнены 202 иллюстрации.
Среди значительных графических работ Алексеева послевоенного времени — иллюстрации к «Слову о полку Игореве» («Chant du prince Igor», 1950), «Сказкам» («Contes») Э. Т. А. Гофмана (1960), «Искушению Запада» («La tentation de l’Occident») А. Мальро (1979).
В общей сложности с иллюстрациями Алексеева вышло около пятидесяти книг.
Особое место в его творческом наследии занимает цикл иллюстраций (120 акватинт) к «Анне Карениной» («Anna Karénine») Л. Н. Толстого, выполненный в 1951—1957 гг. Это издание было выпущено в Париже в 1997 г. тиражом 20 экземпляров в виде папки эстампов.
Умер художник 9 августа 1982 года в Париже.

## Книги, оформленные А.А. Алексеевым во Франции[6]
- Giraudoux, J. La pharmacienne / couverture dessinée et bois gravés par Alexeiëff . – Paris: Éditions des Cahiers libres, 1926.
- Gogol, N. Journal d’un fou / gravures de А. Alexeïeff ; traduction de B. de Schloezer et J. Schiff rin. – Paris: J. Schiff rin, Éditions de la Pléiade, [1927].
- Hemon, L. Maria Chapdelaine: Récit du Canada Français / édition illustrée de vingt-cinq lithographies originales par A. Alexeieff . – Paris: Éditions du Polygone, 1927.
- Genbach, J. L’abbé de l’abbaye: Poèmes supernaturalistes / 16 bois gravés d’Alexandre Alexeïeff . – Paris: La Tour d’Ivoire, 1927.
- Genbach, J. Satan à Paris / сouverture illustrée d’Alexandre Alexeief. – Paris: H. Meslin, éditeur, 1927.
- Blake, W. Chants d’innocence et d’expérience / traduit de l’anglais par M.L. et Philippe Soupault. – Paris: Éditions des Cahiers libres, 1927.
- Maurois, A. Voyage au pays des Articoles / eaux-fortes et bois en couleurs par Alexandre Alexeïeff . – Paris: J. Schiff rin, 1927.
- Maurois, A. Les Anglais / précédé d’une opinion sur les Français, par C. Washburn, traduite par André Maurois; eau-forte d’Alexeieff . – Paris: Editions des Cahiers libres, 1927.
- Giraudoux, J. Jean Giraudoux. Marche vers Clermont / avec un portrait de l’auteur par Alexeieff . – Paris: Éditions des Cahiers libres, 1928.
- Giraudoux, J. La pharmacienne. – Paris: Éditions des Cahiers libres, 1928.
- Giraudoux, J. Siegfried et le Limousin / lithographies d’Alexeieff . – Paris: Aldes, 1928.
- Soupault, Ph. Le roi de la vie: Contes / avec un portrait de l’auteur par Alexeieff . – Paris: Éditions des Cahiers libres, 1928.
- Apollinaire, G. Les épingles, contes / avec un portrait par Alexeieff et une introduction de Philippe Soupault. – Paris: Éditions des Cahiers libres, 1928.
- Apollinaire, G. Guillaume Apollinaire. Les épingles: Contes / avec un portrait par Alexeieff et une introduction de Philippe Soupault. – Paris: Éditions des Cahiers libres, 1928.
- Kessel, J. Les nuits de Sibérie / eaux-fortes de Alexeieff . – [Paris]: Flammarion, [1928].
- Perrault, Ch. Contes / suite de 11 lithographies par A. Alexeieff , Yves Alix, Georges Annenkoff , Maurice Berdon, André Dignimont, Raphaël Drouart, Adrien Ekman, Berthold Mahn, Jacqueline Marval, Touchagues et Germaine Willard. – Paris: R. Hilsum, 1928.
- Green, J. Mont-Cinère: 1re édition complete / eau-forte d’Alexeieff – Paris: Plon, 1928.
- Morand, P. Bouddha vivant / eaux-fortes d’Alexeieff … – Paris: B. Grasset, 1928.
- Pouchkine, А. La Dame de pique / adaptation française de Prosper Mérimée; bois gravés en couleurs de A. Alexeieff . – Paris: J. E. Pouterman,1928.
- Dostoievsky, F. Les frères Karamazov / traduction de B. de Schloezer; сent lithographies de Alexandre Alexeieff . – Paris: J. Schiff rin, Éditions de la Pléiade, 1929.
- Bove, E. Une fugue / en frontispice une lithographie d’Alexandre Alexeïeff . – Paris: Éditions de la Belle Page, 1929.
- Poe, E. A. La chute de la maison Usher / trad. de Charles Baudelaire; gravures de Alexeïeff . – Paris: Orion, 1929.
- Pouchkine, A. Les récits de feu Ivan Pétrovitch Bielkine / traduits du russe par G. Wilkomirsky; eaux-fortes d’A. Alexeïeff . – Maestricht et Bruxelles: A. A. M. Stols, 1930.
- Fargue, L.-P. Poèmes / eaux-fortes en couleurs par Alexeïeff . – [Paris]: Gallimard, 1931.
- Fournier A. Le Grand Meaulnes / frontispice gravé à l’eauforte par A. Alexeieff . – Paris: Editions de Cluny, 1931.
- Andersen, H. C. Images de la lune / vues par Alexandre Alexeieff . – Paris: M. Vox, 1942.
- Tchékhov, A. Une banale histoire / suivie de la Steppe, Goûssèv, Volôdia; traduit du russe par Denis Roche; préface de Pierre Brisson; lithographie originale de Alexeïeff . – [Monte-Carlo]: A. Sauret, 1955.
- Flaubert, G. Premières lettres à L. C. / frontispice de A. Alexeïeff ; illustrations de J. J. J. Rigal. – [Paris]: Les Impénitents, 1957.
- Pasternak, B. Le docteur Jivago / illustrations d’Alexeieff . – [Paris]: Gallimard, 1959.
- Hoffmann, E. T. A. Contes / eaux-fortes originales de Alexandre Alexeïeff . – Paris: Club du livre, 1960.
- Malraux, A. La tentation de l’Occident; (suivi de) La voie royale / préface de Roger Stéphane; illustrations de Chagall et de Alexeieff … – [Paris]: Diff usion Rombaldi, 1979.
- Tolstoj, L. Anna Karénine. – Paris, 1997.

## Фильмография
- Une nuit sur le mont chauve / Ночь на Лысой горе (1933, на музыку Мусоргского)
- La belle au bois dormant (1935)
- Balatum (1938)
- Huilor (1938)
- Les oranges de Jaffa(1938)
- Chants populaires nº 5 (1944)
- En passant (1946)
- Fumées (1951)
- Masques (1952)
- Nocturne (1954)
- La sève de la terre (1955)
- Cent pour cent (1957)
- Anonyme (1958)
- Divertissement (1960)
- Le Procès (1963, графика в фильме Орсона Уэллса «Процесс»)
- Le nez / Нос (1963, по Гоголю, премия на фестивале экспериментального кино в Кнокке, Бельгия)
- L’eau (1966)
- Tableaux d’une exposition / Картинки с выставки (1972, на музыку Мусоргского)
- Trois thèmes (1980)